# 克里欧 (阿拉巴马州)
克里欧（英語：Clio），是美国阿拉巴马州下属的一座城市。面积约为10.07平方英里（约合26.07平方公里）。根据2010年美国人口普查，该市有人口1,399人，人口密度为138.98/平方英里（约合53.66/平方公里）。